# Death Canyon
Der Death Canyon ist eine Schlucht im Grand-Teton-Nationalpark im Westen des US-Bundesstaates Wyoming. Die Schlucht wurde durch Gletscher gebildet, die sich am Ende des letzteiszeitlichen Maximums vor etwa 15.000 Jahren zurückzogen und ein Trogtal hinterließen. Der Death Canyon liegt in der südlichen Teton Range und wird von einer Reihe hoher Berggipfel umschlossen, unter anderem Albright Peak, Static Peak, Prospectors Mountain oder Mount Meek. Der Wanderweg in den Canyon startet an der Moose-Wilson Road im Jackson Hole, etwa 8,0 km vom Parkhauptquartier in Moose entfernt. Am Fuße des Canyons liegt der Phelps Lake, der durch Gletscheraktivität entstanden ist. Der Death Canyon Trail führt durch den Canyon bis zum Fox Creek Pass, an dem das Death Canyon Shelf, ein relativ schmales und ebenes Plateau, durchquert werden kann. Im Canyon wachsen viele weißstämmige Kiefern, besonders in der Nähe der Baumgrenze. An der Kreuzung des Death Canyon Trails mit dem Alaska Basin Trail befindet sich die historische Death Canyon Barn, welche 1998 in das National Register of Historic Places aufgenommen wurde.

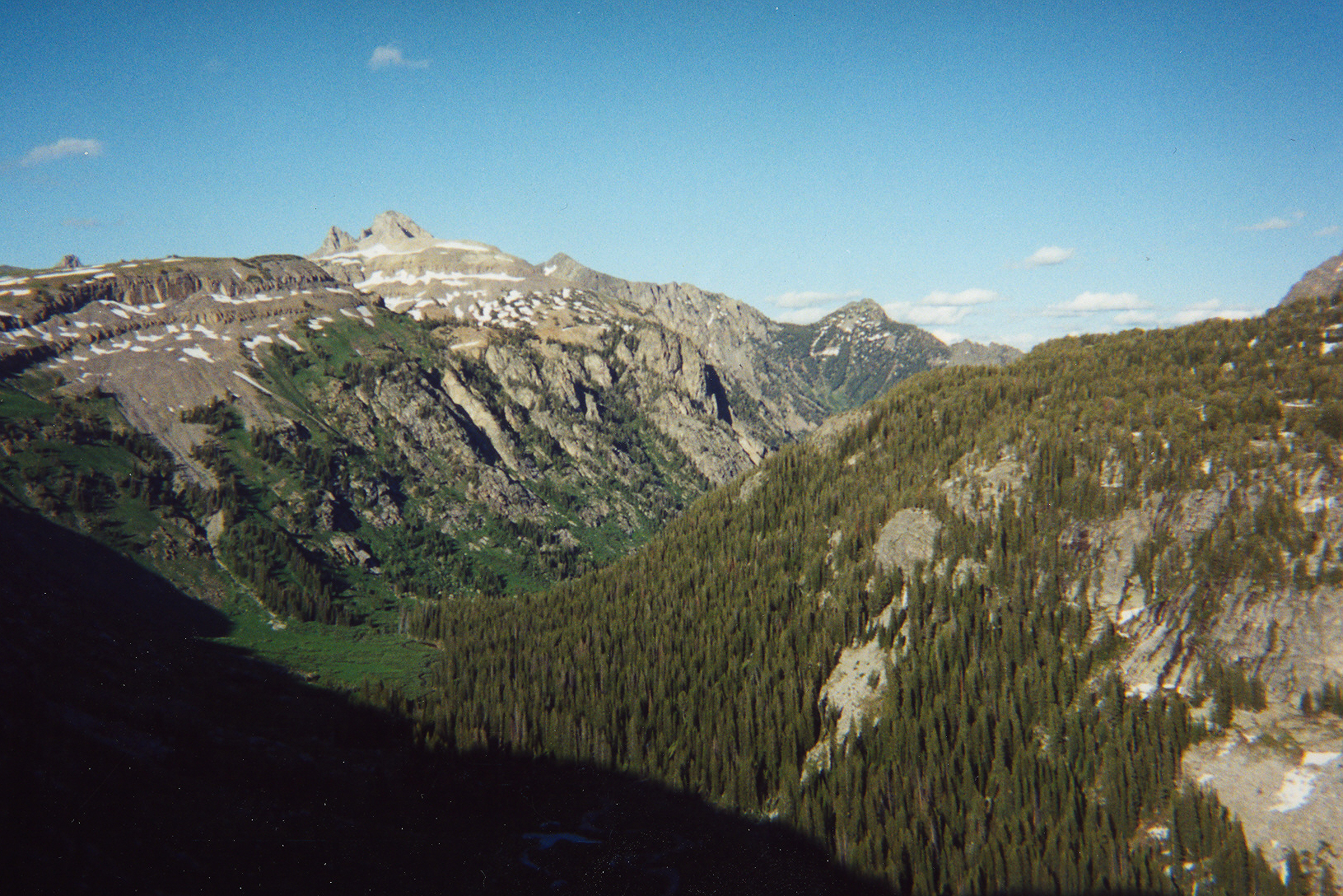
Death Canyon

## Belege
1. ↑  Geonames: Death Canyon. Abgerufen am 30. Januar 2021.
2. ↑  Albright Peak, WY - N43.66073° W110.82864°. Abgerufen am 30. Januar 2021.
3. ↑  Caryl: A Hike Through Wyoming's Death Canyon Is Downright Heavenly. 18. Oktober 2016, abgerufen am 30. Januar 2021 (amerikanisches Englisch).
4. ↑  Wyomingfirstperson: Wyoming History in the First Person: Death in Death Canyon and Other Horse Stories: That Summer in Death Canyon, Third Day. In: Wyoming History in the First Person. 25. Juni 2016, abgerufen am 30. Januar 2021.